# 정현 (고려)
정현(鼎賢, 972년 ~ 1054년)은 고려의 승려이다. 속성은 이씨이며, 시호는 혜소국사(惠炤國師)이다.
10세 때에 영통사에서 구족계(승려가 지켜야 할 계율)를 받았으며 996년 승과에 급제하여 칠장사에 들어가 있었다. 999년 대사가 되었고 덕종 때 승통으로 현화사의 주지가 되었다.
1046년 문종 때 왕에게 《금고경》을 강의하였으며 가뭄이 들었을 때 불경을 읽어 비를 내리게 하였다. 1049년 왕사가 되었으며, 1054년 국사가 되었다.
혜소국사는 고려 광종 3년(972년)에 출생하여 10세에 입산하였고 17세에 융천사에서 가르침을 받았으며, 고승으로 많은 사람의 추앙을 받았다.
대사는 말년에 칠장사에서 수도하며 이 절을 크게 중창하였고, 83세가 되던 문종 8년(1054년)에 이 절에서 입적하였다.
이 비는 고려 문종 14년(1060년)에 혜소국사의 입적을 기념하기 위하여 세운 것으로서 글은 김현이 짓고 글씨는 민상제가 썼다. 비신의 높이는 241cm, 폭은 128cm이고 비신의 양측에는 쌍룡이 새겨졌는데 그 솜씨가 극히 뛰어나다.